# Honeymoon (romanzo)
Honeymoon è il decimo romanzo della scrittrice giapponese Banana Yoshimoto edito nel 2000.

## Trama
Sin dall'infanzia Manaka ha vissuto accanto al vicino Hiroshi che inizialmente fu il suo compagno di giochi e successivamente ne diventò il marito. La loro relazione è particolare, intensa e poetica con tracce di passione nei primi anni, nonostante siamo entrambi ancora giovani. Dopo la morte del nonno di Hiroshi, persona particolarmente cara a quest'ultimo, la coppia cade in una confusione indefinita che turba entrambi. In seguito scopriranno macabre e inquietanti realtà sul passato di Hiroshi, il quale ha sempre tenuto all'oscuro dei fatti Manaka. Per riprendersi decidono di rifare una luna di miele che permette loro di affrontare la situazione in modo maturo. Là anche Manaka verrà a conoscenza di fatti emotivamente forti sul suo passato.

## Edizioni
- Banana Yoshimoto, Honeymoon, traduzione di Giorgio Amitrano, Feltrinelli, 1997,  pp. 103, cap. 9.